# Печенежский язык
Печене́жский язы́к — язык межплеменного общения в древнем союзе кочевых племён печенегов, живших в Восточной Европе (части Южной Украины, Южной России, Молдавии, Румынии и Венгрии). Исчез примерно в XII—XIII веках.
Классификация печенежского языка внутри тюркских языков затруднена крайней скудностью оставшегося от него языкового материала. Сохранились топонимика и собственные имена в византийских, венгерских и славянских источниках. Печенежский язык обычно относят к огузским на основе отдельных глосс и косвенных данных, таких как упоминание Махмуда Кашгари и Рашида ад-Дина о принадлежности печенегов к племенному объединению огузов. В то же время некоторые ученые считают печенегов частью кыпчакского племенного союза и поэтому относят их язык к кыпчакским.
Племена печенежского союза позже вошли в состав современных тюркских и угро-финских народов. По мнению некоторых лингвистов-тюркологов, западные диалекты турецкого языка сложились под сильным печенежским влиянием, и, возможно, являются его прямыми потомками.

## Лексика
Некоторые вероятные установленные слова из печенежского языка: бал 'мед'; бал(т)чар 'боевой топор' (?); бођа 'бык'; боро 'серый'; була 'пестрый'; бурлїk 'меловой', 'место, где много мела'; jазї 'степь', 'равнина'; jаjу 'враг'; jула - титул; kараǰа 'порода оленя', 'олень' (букв. 'черноватый'); kараман 'темный', 'смуглый'; kурkут 'испугай'; кӭгӭн 'гневный', 'грозный'; кiлтäр 'принеси' (или бiлтäр 'сообщи'); кÿäл 'голубой'; кÿäрчi 'голубой'; кÿчÿг 'младший, маленький'; орман 'лес'; салма 'оставленный, брошенный'; талмат (< толмач) 'переводчик'; тат 'дикий, языческий' (~ 'не-мусульманин'); тӭмiр 'железо'; хара-кöл 'черное озеро'; хопон 'кабан; чопон 'пастух'; чур - титул.